# 고토히라 버스
고토히라 버스 주식회사(일본어: 琴平バス株式会社 ことひらバス[*], 영어: Kotohira Bus Co,. Ltd.)는 일본 가가와현 나카타도군 고토히라정에 본사를 둔 버스 기업이다.

## 본점 및 지점 현황
- 본점: 일본 가가와현 나카타도군 고토히라정
- 도쿠시마 영업소: 도쿠시마 현 나루토시